# James Edward Lockyer
Pour les articles homonymes, voir Lockyer.
James Edward Lockyer est un avocat, un professeur de droit et un homme politique canadien.

## Biographie
James Edward Lockyer est né le 27 mai 1949 à Halifax, en Nouvelle-Écosse. Son père est Owen William Lockyer et sa mère est Rowena North. Son épouse se nomme Brigitte et le couple a deux enfants.
Il est député de Moncton-Ouest à l'Assemblée législative du Nouveau-Brunswick de 1987 à 1999 en tant que libéral. Il est procureur général et ministre de la Justice de 1987 à 1991, ministre de l'Approvisionnement et des Services de 1994 à 1995, ministre de l'Éducation de 1995 à 1997, ministre de la Justice et procureur général de 1997 à 1998 et ministre de la Sécurité publique de 1998 à 1999. Il est aussi conseiller municipal de Moncton.